# Erithacus
Genre
Erithacus est un genre d'oiseaux comprenant une seule espèce de passereaux, le Rougegorge familier.

## Taxinomie
S'appuyant sur diverses études phylogéniques, le Congrès ornithologique international (classification version 4.1, 2014) transfère deux espèces de ce genre, le Rossignol akahigé et le Rossignol komadori dans le genre Larvivora.
E. akahige et E. komadori étaient autrefois classées dans le genre Luscinia. Leurs épithètes spécifiques sont tirés de leurs noms vernaculaires japonais. Cependant, les deux noms ont été malencontreusement inversés, aussi l'akahigé des japonais est devenu Erithacus komadori et le komadori Erithacus akahige.

## Liste d'espèces
D'après la classification de référence (version 5.2, 2015) du Congrès ornithologique international (COI) (ordre phylogénique) :
- Erithacus rubecula – Rougegorge familier

Jusqu'à la classification (version 4.1, 2014) du COI, ce genre incluait aussi ces deux espèces qui ont été déplacées vers le genre Larvivora :
- Erithacus akahige — Rossignol akahigé (dorénavant Larvivora akahige)
- Erithacus komadori — Rossignol komadori (dorénavant Larvivora komadori)